# 道孚龙胆
道孚龙胆（学名：Gentiana altorum）为龙胆科龙胆属的植物，为中国的特有植物。分布于中国大陆的四川、西藏等地，生长于海拔3,700米至4,200米的地区，见于山坡草甸，目前尚未由人工引种栽培。